# Varanus nebulosus
Varanus nebulosus är en ödleart som beskrevs av Gray 1831. Varanus nebulosus ingår i släktet Varanus och familjen Varanidae. Inga underarter finns listade i Catalogue of Life.
Arten förekommer på det sydostasiatiska fastlandet (Myanmar, Thailand, Kambodja, Vietnam) på Malackahalvön och fram till Java. Honor lägger ägg.